# Squalene 2,3-epossido
Lo squalene 2,3-epossido è un intermedio nella biosintesi del lanosterolo e del cicloartenolo, nonché delle saponine. È formato dallo squalene per mezzo di una reazione catalizzata dall'enzima squalene monoossigenasi.
Lo stereoisomero R è un inibitore della lanosterolo sintasi.